# Anchistrotos
Anchistrotos is een geslacht uit de Taeniacanthidae, een familie uit de orde Poecilostomatoida van de Copepoda of eenoogkreeftjes.

## Soorten
- A. caligiformis
- A. gobii
- A. hamatus
- A. kojimensis
- A. zeugopteri